# Meenambakkam

Meenambakkam là một thị xã của quận Kancheepuram thuộc bang Tamil Nadu, Ấn Độ.

## Nhân khẩu
Theo điều tra dân số năm 2001 của Ấn Độ, Meenambakkam có dân số 4774 người. Phái nam chiếm 51% tổng số dân và phái nữ chiếm 49%. Meenambakkam có tỷ lệ 86% biết đọc biết viết, cao hơn tỷ lệ trung bình toàn quốc là 59,5%: tỷ lệ cho phái nam là 90%, và tỷ lệ cho phái nữ là 83%. Tại Meenambakkam, 7% dân số nhỏ hơn 6 tuổi.